# 榊原康勝
榊原康勝（日语：／ Sakakibara Yasukatsu，1590年—1615年6月23日）日本江戶時代前期武將、大名。上野國館林藩第二任藩主。德川四天王之一的榊原康政三子。

## 生涯
康勝父親康政於慶長11年（1606）病逝，康勝繼承上野國館林藩10萬石。長兄大須賀忠政被過繼給大須賀康高為養子。另一兄長榊原忠長早逝。
慶長19年（1614）站在德川軍一方參與大坂之陣。冬之陣前往救援陷入苦戰的佐竹義宣。隔年再度參加夏之陣，5月6日若江之戰與木村重成戰鬥，隔天參與天王寺、岡山之戰，大敗豐臣軍。
5月27日從大坂欲前往京都，舊疾復發，無法治癒，死去，年僅26。據記載，這個舊疾於大坂冬之陣已經發作，夏之陣因為戰事激烈而惡化，康勝提前離開戰場治療無效，不久死去。